# Marcel Michel (cyclisme)
Pour les articles homonymes, voir Marcel Michel.
Marcel Michel (né le 18 avril 1926 à Paris 14e et mort le 8 mai 1981 à Paris 12e) est un coureur cycliste français, professionnel de 1949 à 1952.

## Palmarès et résultats

### Palmarès par année
- 1948
  - Paris-Caen
  - Paris-Montereau-Paris
  - 1951  1é au criterium de Moulin Engilbert
  - 1953 2e de Paris-Mantes
  - 2e de Paris-Dreux

### Résultats sur les grands tours

#### Tour de France
1 participation
- 1951 : abandon (15e étape), 2e de l'étape Brive-Agen